# باتجوك

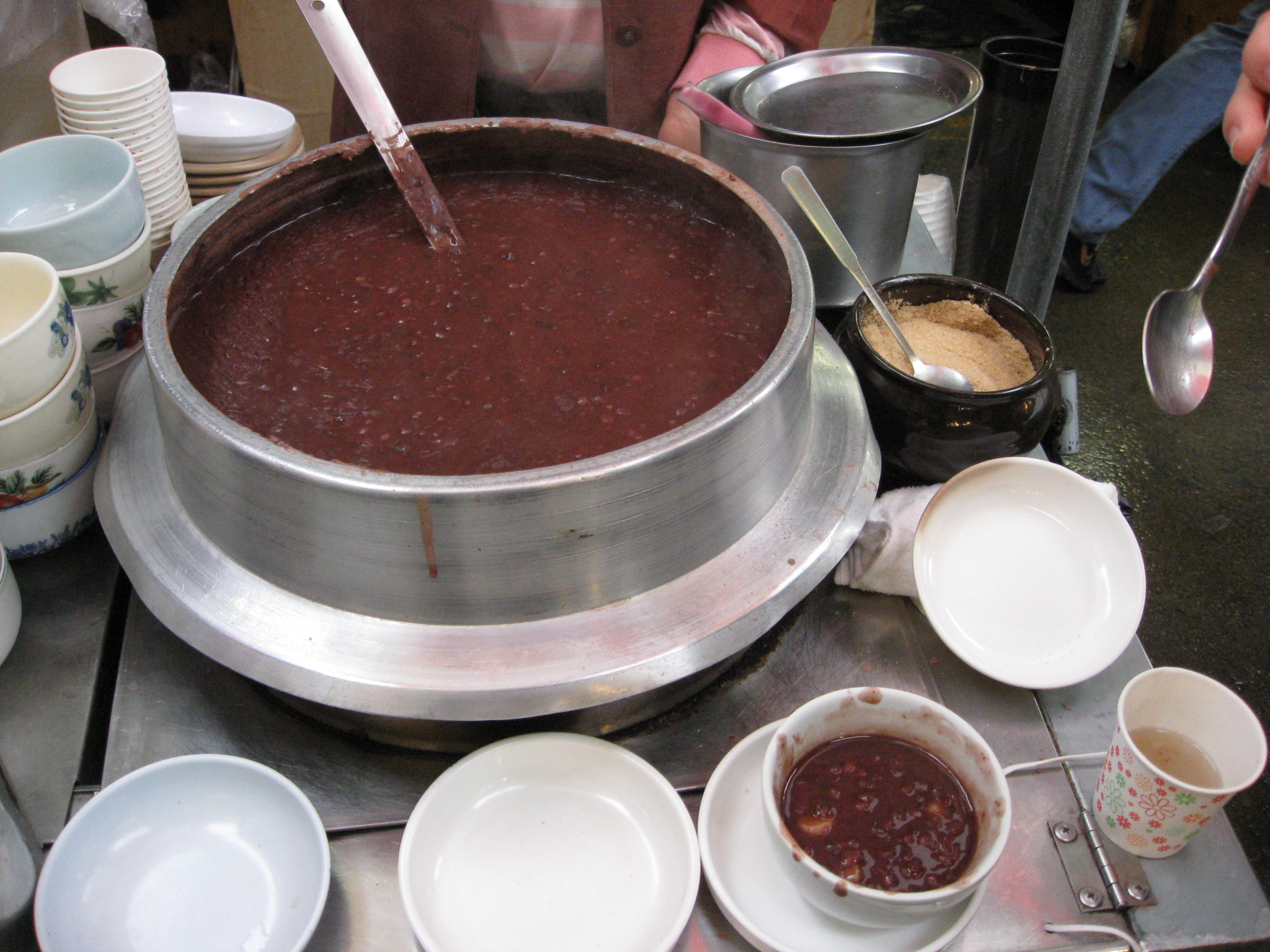
عصيدة باتجوك

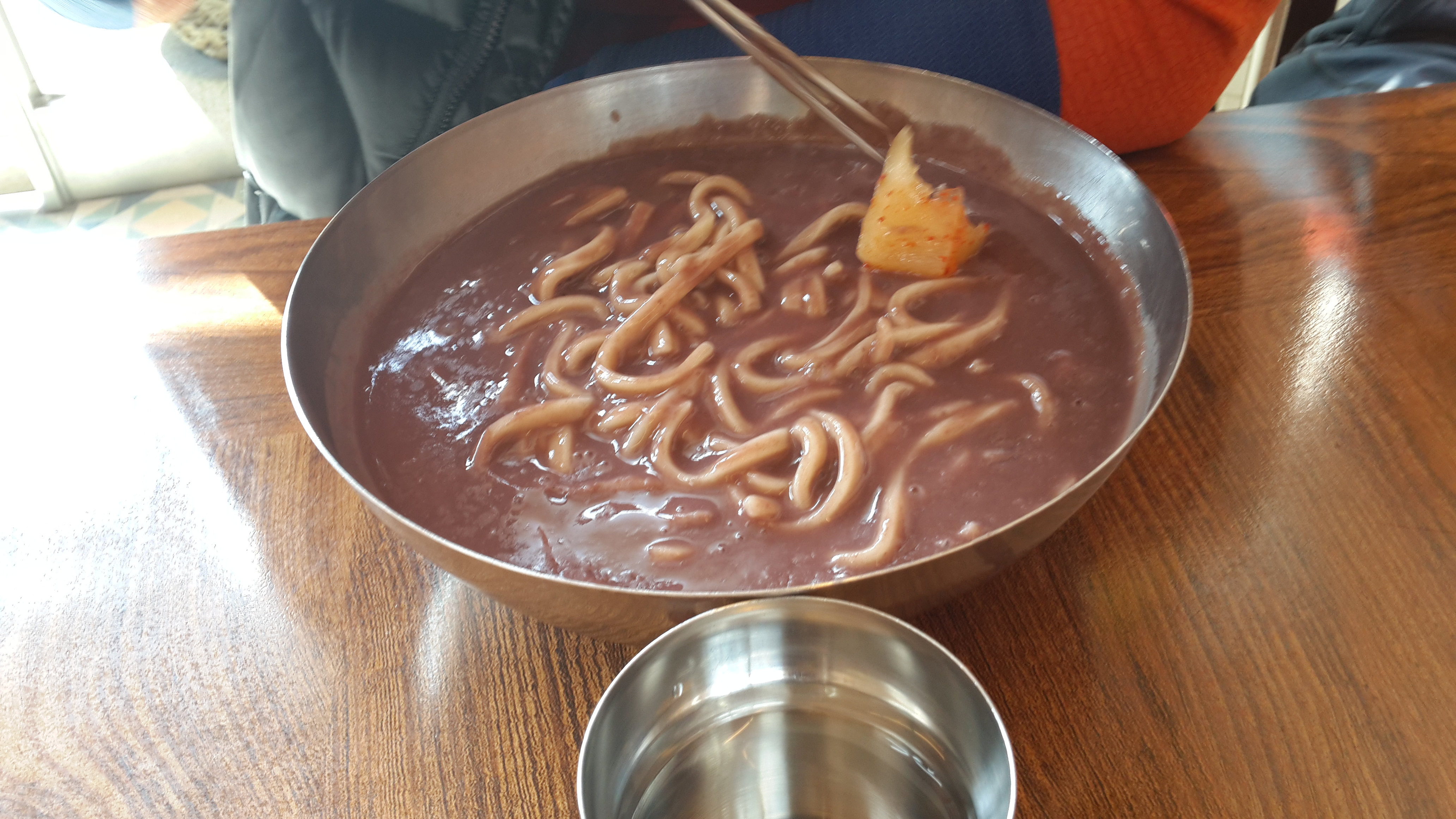
عصيدة باتجوك مع شعيرية النودلز

باتجوك هو عصيدة في المطبخ كوري. يُسمى عصيدة الفاصولياء الحمراء في المطبخ الكوري بـ باتجوك (팥죽) وعادةً مايتم تناوله في فصل الشتاء. يتناول الكوريون عصيدة الباتجوك في يوم الاحتفال بالانقلاب الشتوي وعادةً مايتم تناوله مع كرات دقيق الأرز الدبق والتي تُسمى بـ ساي ألسيم (새알심) أي بيض الطائر وسميت بهذا الاسم لأنها تشبه بيوض طائر السمّان. يُعتبر طهو عصيدة الباتجوك وتناوله طقساً من الطقوس الكورية لطرد الأرواح الشريرة التي تجلب الحظ السيئ وتنشر الأمراض الوبائية. يرش الكوريون العصيدة على ضريح المنزل قبل الشروع بتناوله كما يقومون أيضا برشه في جميع أنحاء المنزل كالمطبخ وغرفة التخزين والساحة الخارجية. تناقل الكوريون هذه العادة من الأساطير الصينية. وتُخبرالأسطورة أنه كان لرجلٍ يُدعى غونغ غونغ ابنٌ عاق، وبعدما توفي هذا الابن أصبح إله الأمراض الوبائية. وبسبب مزاجه الحاد، لقي العديد من الأشخاص حتفهم بسبب انتشار الأوبئة. فشرع أهل القرية بالبحث عن حل لمنع انتشارالأمراض المُعدية. وفي يومٍ من الأيام تذكّر أحد أفراد القرية أن ابن غونغ غونغ لم يكن يحب تناول عصيدة الفاصولياء الحمراء عندما كان حياً وبالتالي صنعوا العصيدة ورشوه في أرجاء منزل غونغ غونغ فاختفت الأوبئة. ومنذ ذلك الوقت أصبحت كل الأرواح الشريرة تكره عصيدة الباتجوك.
بالإضافة إلى ماسبق ذكره، فإنّ تناول عصيدة الباتجوك يُعدّ من أحد الطقوس لزيادة المحاصيل الزراعية حيث كان المجتمع الكوري مجتمعاً زراعياً ولكن كانت إنتاجيته ضئيلةً جداً.
يُمثّل عصيدة الباتجوك رمزاً لحفظ النعمة في كوريا. إذ أن الوجبة اليومية الكورية عادةً ماتتكون من طبقٍ من الأرز والعديد من الأطباق الجانبية. وفي فصل الشتاء يعاني الشعب من نقصٍ في الحبوب فيتناولون عصيدة الباتجوك وحده كوجبة رئيسية كاملة بدلاً من الأرز والأطباق الجانبية الأخرى إلى أن ينقضي البرد القارس. بالإضافة إلى إمكانية تحضير العصيدة من مكوناتٍ بسيطة وغالباً ماتكون متوفرة مثل: الفاصولياء الحمراء والماء وحفنةٍ صغيرة من الأرز ولا يحتاج تناوله إلى تناول أطباق جانبية إضافية.